# Samsung Galaxy A10
Samsung Galaxy A10 este un smartphone Android dezvoltat de Samsung Electronics. A fost lansat în martie 2019. Vine cu Android 9 (Pie) cu One UI, 32 GB stocare internă și o baterie de 3400 mAh. Este succesorul telefoanelor Galaxy J4/J4 + și este predecesorul telefonului Galaxy A11.

## Specificații

### Hardware
Samsung Galaxy A10 are un display HD+ Infinity-V de 6.2 inch cu rezoluție 720x1520. Telefonul în sine măsoară 155,6 X 75,6 X 7,9 mm și cântărește 168 de grame. Este alimentat de un CPU Octa-core (2x1.6 GHz Cortex-A73 și 6x1.35 GHz Cortex-A53) și un GPU Mali-G71 MP2. Vine cu o memorie internă de 32 GB, extensibilă până la 512 GB prin MicroSD și 2 GB RAM. Are o baterie neînlocuibilă de 3400 mAh.

### Software
Samsung Galaxy A10 rulează Android 9 (Pie) cu One UI Samsung. Acesta a primit o actualizare cu Android 10, împreună cu OneUI 2.0, în Mai 2020.